# Lac Desprez
Pour les articles homonymes, voir Desprez.
Le lac Desprez est un plan d'eau douce dans le bassin versant du Ruisseau à John et de la rivière Malbaie. Ce plan d’eau est situé dans le territoire non organisé de Lalemant, dans la MRC de Le Fjord-du-Saguenay, dans la région administrative de la Saguenay–Lac-Saint-Jean, dans la province de Québec, au Canada.
Quelques routes forestières secondaires permettent l’accès au bassin versant du lac Desprez ; ces routes se relient à route 381 (sens nord-sud) qui longe la rivière Ha! Ha!. Ces routes permettent les activités de foresterie et les activités récréotouristiques.
La foresterie constitue la principale activité économique du secteur ; les activités récréotouristiques, en second.
La surface de la rivière des Cèdres est habituellement gelée du début de décembre à la fin mars, toutefois la circulation sécuritaire sur la glace se fait généralement de la mi-décembre à la mi-mars.

## Géographie
Le lac Desprez est situé à environ 4,8 km au nord de la limite des régions administratives de Saguenay-Lac-Saint-Jean et de la Capitale-Nationale. Les principaux bassins versants voisins du lac Desprez sont :
- côté nord : Lac Charny, Lac Éloigné, lac Brébeuf, lac Pierre, lac des Cèdres, rivière Saguenay ;
- Côté est : lac Travers, rivière Cami, ruisseau Épinglette, rivière à la Catin ;
- côté sud : Ruisseau à John, rivière Malbaie ;
- côté ouest : Ruisseau à John, lac Huard, rivière Huard, rivière Ha! Ha!, lac Ha! Ha!.

Le lac Desprez comporte une longueur de 2,8 km en forme d’étoile de concombre, une largeur maximale de 0,4 km, une altitude est de 425 m et une superficie de km2. Son embouchure est située au nord-ouest, à :
- 3,0 km à l’ouest de l’embouchure du lac de tête de la rivière Cami ;
- 3,8 km au nord-est de la confluence du Ruisseau à John et de la rivière Malbaie ;
- 8,7 km à l’ouest du lac Huard ;
- 15,9 km au sud du lac Brébeuf ;

nord du centre du village de Ferland de la municipalité de Ferland-et-Boilleau ;
- 52,6 km au sud-est du centre-ville de Saguenay (ville) ;
- 57,4 km au nord-est de la confluence de la rivière Malbaie et du fleuve Saint-Laurent.

À partir de l'embouchure du lac Desprez, le courant :
- descend le cours du Ruisseau à John sur 4,4 km vers le sud-est ;
- descend le cours de la rivière Malbaie sur km vers l’est lequel se déverse sur la rive nord-ouest du fleuve Saint-Laurent.

## Toponymie
Le terme « Desprez » constitue un patronyme de famille désignant un endroit de provenance : « les prés », provenant lui-même du latin « pratum ».
Le toponyme lac Desprez a été officialisé le 12 décembre 1985 par la Commission de toponymie du Québec.